# Rodi Sud
Rodi Sud (in greco Nótia Ródos - Νότια Ρόδος), è un ex comune della Grecia nella periferia dell'Egeo Meridionale (unità periferica di Rodi) con 4.313 abitanti secondo i dati del censimento 2001.
È stato soppresso a seguito della riforma amministrativa, detta programma Callicrate, in vigore dal gennaio 2011 ed è ora compreso nel comune di Rodi.
Il territorio comunale, ricoprendo all'incirca il 27% della superficie di Rodi, è di gran lunga il più esteso dell'isola e della prefettura a cui appartiene.
La sede del municipio è a Gennádi, un centro di 655 abitanti.

## Geografia fisica

### Clima
Il clima è di tipo mediterraneo, in cui si alternano periodi caldi e secchi (da maggio a ottobre) a periodi freddi e umidi. Tipici del clima sono gli inverni miti con temperature relativamente elevate e la notevole eliofania (che ammonta a 3.000 ore annue). Nella stagione estiva le temperature medie raggiungono i 28 °C, mentre d'inverno si registrano raramente temperature al di sotto dello 0 °C.
La costanza e la regolarità dei venti rendono il territorio comunale di Rodi Sud adatto all'installazione di pale eoliche per lo sfruttamento di forme di energia rinnovabili: attualmente hanno ottenuto le necessarie concessioni per la costruzione tre parchi eolici.
È, inoltre, in progetto un impianto fotovoltaico in grado di soddisfare il fabbisogno energetico dell'intera isola.

## Località
Rodi Sud è suddiviso nelle seguenti comunità:
- Appolachia[4]
- Arnita[4]
- Asclipiò[4]
- Cattavia[4][5]
- Iannadi[4][6], Jannadi o Ghiannadi[4]
- Istrio[4]
- Lacanià[4]
- Messanagrò[4]
- Profilia[4]
- Vati[4]